# 武修館高等学校
武修館高等学校（ぶしゅうかんちゅうがっこう・こうとうがっこう）は、北海道釧路市武佐5丁目9-1にある私立高等学校。学校法人緑ケ岡学園が運営している。
全日制普通科で、釧路女子短期大学付属高等学校・釧路短期大学付属高等学校時代は「短付（たんぷ）」の略称でも親しまれたが、男女共学化になった1973年以降はスポーツ校として有名スポーツ選手を輩出している。また、釧路緑ヶ岡高等学校に改称された1991年以降は大学進学にも力を入れるようになった。2005年に中学校を併設し中高一貫校となったが、2025年に閉校している。

## 沿革
- 出典：[1][2]
- 1964年 - 学校法人緑ケ岡学園の設立。釧路女子短期大学附属高等学校の設立認可。
- 1973年 - 釧路短期大学附属高等学校と校名変更。男女共学制施行。創立記念日を6月20日と定める。
- 1985年 - 韓国普成高等学校と姉妹校提携。
- 1991年 - 釧路緑ケ岡高等学校と校名変更。制服変更。教育課程改訂。AP(特別進学)コース設置。
- 1992年 - コース制実施。特別進学(AP)、進学(MP)、スポーツ(SP)、社会実務(EP)。
- 2002年 - UP(総合)コース設置、制服変更。オーストラリアライド・セカンダリ・カレッジ（高校）と姉妹校の提携。
- 2004年 - 武修館高等学校と校名変更。校舎移転。
- 2005年 - 武修館中学校開校。
- 2011年 - 一貫コース、普通コース、体育コースへとコース再編及び呼称変更。
- 2017年 - 普通コース（特進系、進学A系、進学B系の設定）、クラス編成改編、制服変更。
- 2023年 - 武修館中学校の新入生を募集停止。
- 2025年 - 武修館中学校閉校[3]。

## コース
- 一貫コース（中学校からの入学の場合）
- 普通コース（高等学校からの入学の場合）
- 体育コース（高等学校からの入学の場合）

## 部活動

### 高等学校
- 運動系
  - 野球部
  - 陸上部
  - 剣道部
  - アイスホッケー部
  - サッカー部
  - 羽球部
  - 女子バレーボール部
  - 男子バスケットボール部
  - 卓球部
  - 水泳部
  - フィギュアスケート部
  - スピードスケート部
- 文化系
  - 写真部
  - 書道部
  - 箏曲部
  - パソコン部
  - 吹奏楽部
  - 太平洋太鼓部
  - 美術部
  - 茶道部
  - 放送局

体育コースはアイスホッケー部・野球部・剣道部・陸上部の4部を強化指定クラブにしており、普通コースはバドミントン部、バレーボール部、サッカー部の3部を強化指定クラブにしている。

### 特筆される成績

#### アイスホッケー部
- 全国高等学校アイスホッケー競技選手権大会（インターハイ） - 優勝4回[5]（1984年、2003年、2016年、2021年）
- 全国高等学校選抜アイスホッケー大会 - 優勝4回（2016年、2017年、2018年、2021年）

#### 野球部
- 全国高等学校野球選手権大会に1回出場。（2014年〈第96回〉）

## 主な出身者
- 三浦浩幸 - アイスホッケー選手、長野オリンピック日本代表
- 菊地尚哉 - アイスホッケー選手、長野オリンピック日本代表
- 佐藤正和 - アイスホッケー選手
- 西脇雅仁 - アイスホッケー選手
- 上野拓紀 - アイスホッケー選手
- 佐藤大翔 - アイスホッケー選手
- 磯部裕次郎- アイスホッケー選手
- 武田豊樹 - 競輪選手・元スピードスケート選手、ソルトレイクシティオリンピック日本代表
- 佐藤和弘 - スピードスケート選手、アルベールビルオリンピック日本代表・リレハンメルオリンピック日本代表
- 青柳徹 - スピードスケート選手、日本オリンピック委員会専任コーチ
- 清田祐三 - プロボクサー

## 系列校
- 社会福祉法人釧路緑ケ岡学園福祉会
- 釧路短期大学
- 釧路短期大学附属幼稚園
- 釧路短期大学附属図書館